# 外所地震

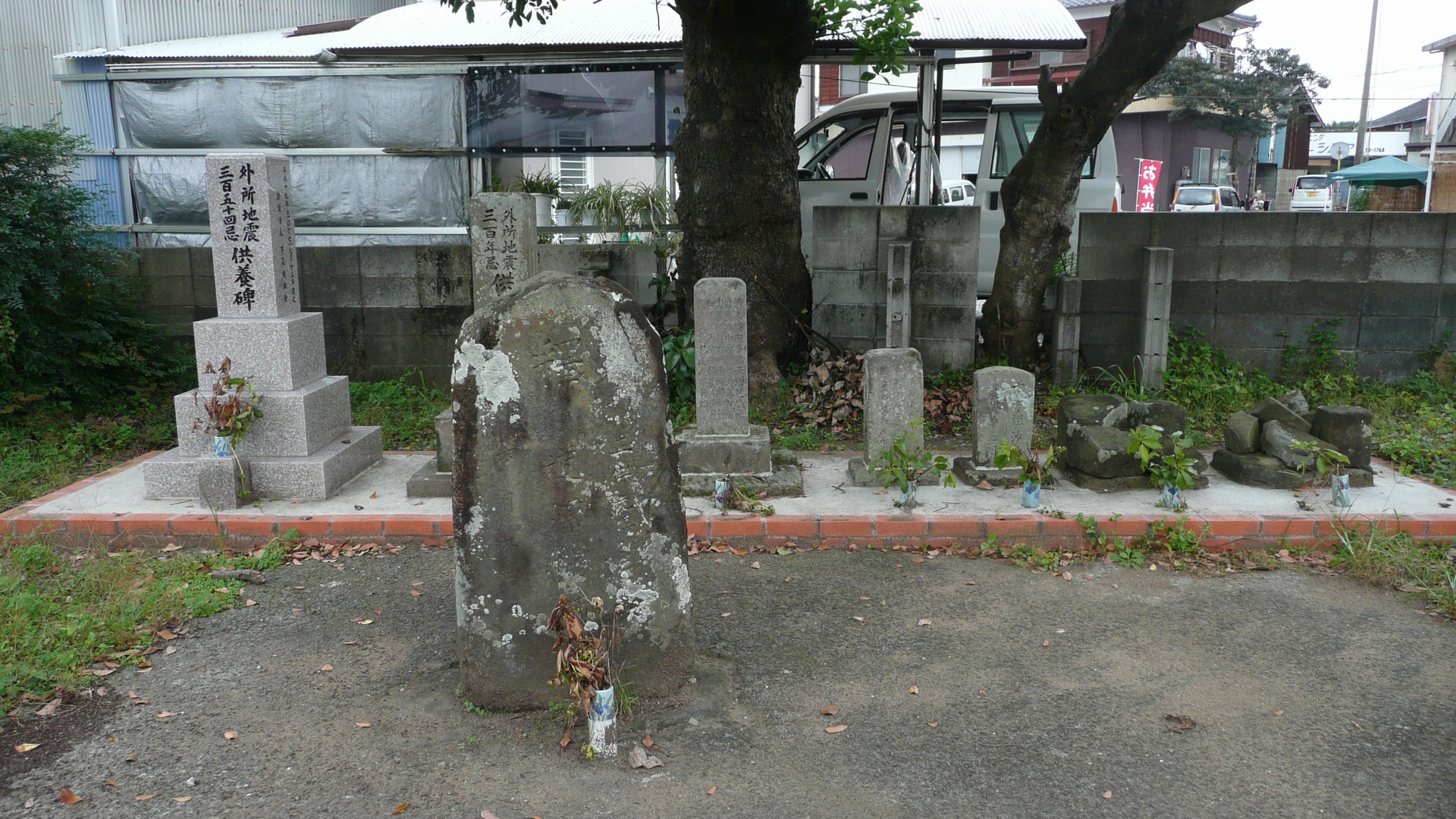
外所地震供養碑

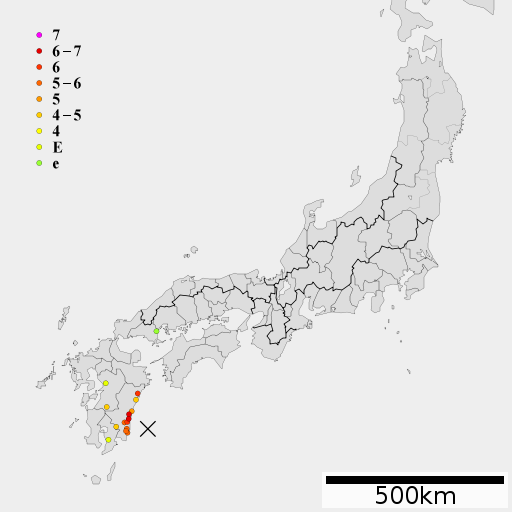
震度分布图

31°42′N 132°00′E / 31.7°N 132.0°E
外所地震是指1662年10月31日（寛文2年9月20日）发生于日本的一场地震。该次地震震中位于日向灘，震级为M7.6级。该地震引发了海啸、山崩等次生灾害。有200人死於這場地震。

## 外部連結
- 岡本正「10月31日「とんところ大地震」発災日―50年ごとの供養碑が日向灘地震（1662年）を伝承する （页面存档备份，存于）」2015年10月29日